# Černovice (district de Chomutov)
Pour les articles homonymes, voir Černovice.
Černovice (en allemand : Priesen) est une commune du district de Chomutov, dans la région d'Ústí nad Labem, en République tchèque. Sa population s'élevait à 647 habitants en 2021.

## Géographie
Černovice se trouve à 5 km au sud-ouest de Chomutov, à 55 km au sud-ouest d'Ústí nad Labem et à 88 km au nord-ouest de Prague.
La commune est limitée par Křimov au nord, par Chomutov et Spořice à l'est, et par Březno au sud, et par Spořice et Málkov à l'ouest.

## Histoire
La première mention écrite du village date de 1281.

## Transports
Par la route, Černovice se trouve à 5 km de Chomutov, à 28 km de Most, à 68 km d'Ústí nad Labem et à 96 km de Prague.